# Pauline van Württemberg (1877-1965)

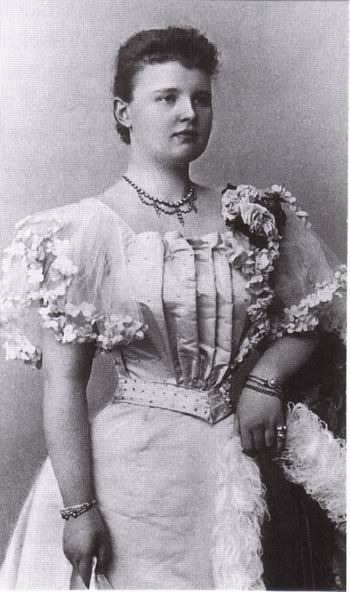
Prinses Pauline van Württemberg

Pauline Olga Helene Emma van Württemberg (Stuttgart, 19 december 1877 - 7 mei 1965) was een Duitse prinses uit het huis Württemberg en lid van de Nationaalsocialistische Duitse Arbeiderspartij (NSDAP).
Zij was de oudste van de drie kinderen (en de enige die de wieg zou overleven) van koning Willem II van Württemberg en Maria van Waldeck-Pyrmont. Zij was een nicht van de Nederlandse koningin Emma.
Op 29 oktober 1898 trad ze in Stuttgart in het huwelijk met Frederik van Wied, de oudste zoon van Willem Adolf van Wied en prinses Marie der Nederlanden. Langs twee lijnen was dit huwelijk dus verbonden aan het huis Oranje-Nassau. Koningin Emma betreurde het huwelijk aanvankelijk, omdat haar nicht Pauline, geboortig uit het koninklijk huis Württemberg, zou trouwen met een telg uit een aan Pruisen ondergeschikt, en dus tamelijk onaanzienlijk, vorstenhuis.
Het paar kreeg twee kinderen:
- Herman Willem (1899-1941)
- Dietrich Willem (1901-1976)

Na de Tweede Wereldoorlog hielp Pauline twee vooraanstaande en bij verstek veroordeelde nazi's, August Heißmeyer en Gertrud Scholtz-Klink, onderduiken.